# Kólpos Megáron
Kólpos Megáron (Megara Bay, Gulf of Mégara) är en vik i Grekland.   Den ligger i prefekturen Nomós Attikís och regionen Attika, i den sydöstra delen av landet, 30 km väster om huvudstaden Aten.